# Elrond
Elrond Meio-elfo é um personagem fictício do Legendário da Terra Média de J. R. R. Tolkien. Ambos os seus pais, Eärendil e Elwing, eram meio-elfos, tendo homens e elfos como ancestrais. Ele é o portador do anel élfico Vilya, o Anel do Ar, e mestre de Valfenda, onde viveu por milhares de anos durante a Segunda e Terceira Era da Terra-média. Ele era o arauto do rei-elfo Gil-galad no final da Segunda Era, viu Gil-galad e o rei Elendil lutarem contra o senhor das trevas Sauron pelo Um Anel, e o filho de Elendil, Isildur, tomá-lo em vez de destruí-lo.
Ele é apresentado em O Hobbit, onde desempenha um papel coadjuvante, bem como em O Senhor dos Anéis e O Silmarillion. Estudiosos comentaram sobre o estilo arcaico de fala de Elrond, observando que ele usa uma gramática genuinamente arcaica, não apenas um punhado de palavras antigas. O efeito é tornar sua fala distinta, condizente com sua idade e status, mantendo-se clara e evitando a singularidade.   Ele tem sido chamado de guia ou figura de sabedoria, uma pessoa sábia capaz de fornecer conselhos úteis aos protagonistas.  Foi notado que, assim como Elrond impediu que sua filha Arwen se casasse até que as condições fossem atendidas, o guardião de Tolkien, o padre Francis Xavier Morgan, impediu que Tolkien ficasse noivo ou se casasse até que ele atingisse a maioridade. 

## Biografia fictícia

### Primeira era
Elrond nasceu na Primeira Era no refúgio das Bocas do Sirion em Beleriand, filho do meio-elfo marinheiro Eärendil e Elwing sua esposa, e bisneto de Beren e Lúthien. Pouco tempo depois, os refúgios foram destruídos pelos filhos de Fëanor, que capturaram Elrond e seu irmão Elros. Seus pais temiam que fossem mortos; em vez disso, eles fizeram amizade com os filhos de Fëanor, Maedhros e Maglor.  Como seus pais, mas ao contrário de seu irmão, Elrond escolheu ser contado entre os Elfos quando a escolha foi dada a ele. Quando Beleriand foi destruído no final da Primeira Era, Elrond foi para Lindon com a família de Gil-galad, o último Alto Rei dos Noldor. 

### Segunda era
Durante a Guerra dos Elfos e do Senhor das Trevas Sauron na Segunda Era, o rei Gil-galad enviou Elrond para a defesa de Eregion contra o Senhor das Trevas. Sauron destruiu Eregion e cercou o exército de Elrond, mas o rei anão Durin e o rei elfo de Lórien, Amroth, atacaram a retaguarda de Sauron. Sauron se virou para lutar contra eles e os levou de volta para Moria. Elrond conseguiu recuar para o norte, para um vale isolado, onde estabeleceu o refúgio de Imladris, mais tarde chamado Valfenda; ele viveu lá durante a Segunda e Terceira Eras.  
Perto do final da Segunda Era, a Última Aliança de Elfos e Homens foi formada, e o exército partiu de Imladris para Mordor, liderado por Elendil e Gil-galad. Sauron matou ambos no final do cerco de Barad-dûr. Elrond viu o filho de Elendil, Isildur, destruir o corpo físico de Sauron e tomar o Um Anel para si; Elrond e Círdan insistiram com Isildur para destruí-lo, mas ele se recusou. Elrond serviu como arauto de Gil-galad, e ele e Círdan foram encarregados dos dois Anéis Élficos que Gil-galad possuía. Elrond e Círdan foram os únicos que ficaram ao lado de Gil-galad quando ele caiu. 

### Terceira era
Elrond casou-se com Celebrían, filha de Celeborn e Galadriel, no início da Terceira era.  O local e a data de nascimento de Celebrían não são especificados.  Na versão de sua história que descreve Galadriel e Celeborn como governantes de Eregion na Segunda Era, Galadriel e Celebrían deixaram Eregion para Lórinand enquanto a influência de Sauron sobre Eregion crescia.  De acordo com um relato, Celebrían e seus pais viveram por muitos anos em Valfenda (Imladris).  Celebrían e Elrond tiveram três filhos: os gêmeos Elladan e Elrohir,  e Arwen Undómiel. 
Em O Hobbit, Elrond deu abrigo a Thorin Escudo de Carvalho e sua companhia durante sua busca para retomar Erebor do Dragão Smaug. Elrond fez amizade com o Hobbit Bilbo Bolseiro, o "ladrão" da companhia, e o recebeu como hóspede permanente cerca de 60 anos depois. 
Elrond liderou o Conselho de Elrond, no qual foi decidido que o Um Anel deveria ser destruído onde foi forjado, na Montanha da Perdição, em Mordor. Ele concordou que Frodo Bolseiro, sobrinho e herdeiro de Bilbo, deveria carregar o Anel durante a jornada, auxiliado por outros oito, argumentando que uma companhia de nove a serviço da Terra-média contrariaria os nove Nazgûl, os servos mais temíveis de Sauron, que buscavam o anel para ajudar seu mestre a conquistá-lo. 
Elrond permaneceu em Valfenda até a destruição do Anel de Sauron na Guerra do Anel. Ele então viajou para Minas Tirith para o casamento de Arwen e Aragorn, agora Rei do Reino Reunido de Arnor e Gondor. Três anos depois, com a idade aproximada de 6.520 anos, Elrond deixou a Terra-média para atravessar o Mar com Gandalf, Galadriel, Frodo e Bilbo, para nunca mais voltar. Tolkien disse que "após a destruição do Anel Governante, os Três Anéis dos Eldar perderam sua virtude. Então Elrond finalmente se preparou para partir da Terra-média e seguir Celebrían."  Elrond e Celebrían foram finalmente reunidos, mas separados para sempre de sua filha Arwen. 

## Adaptações

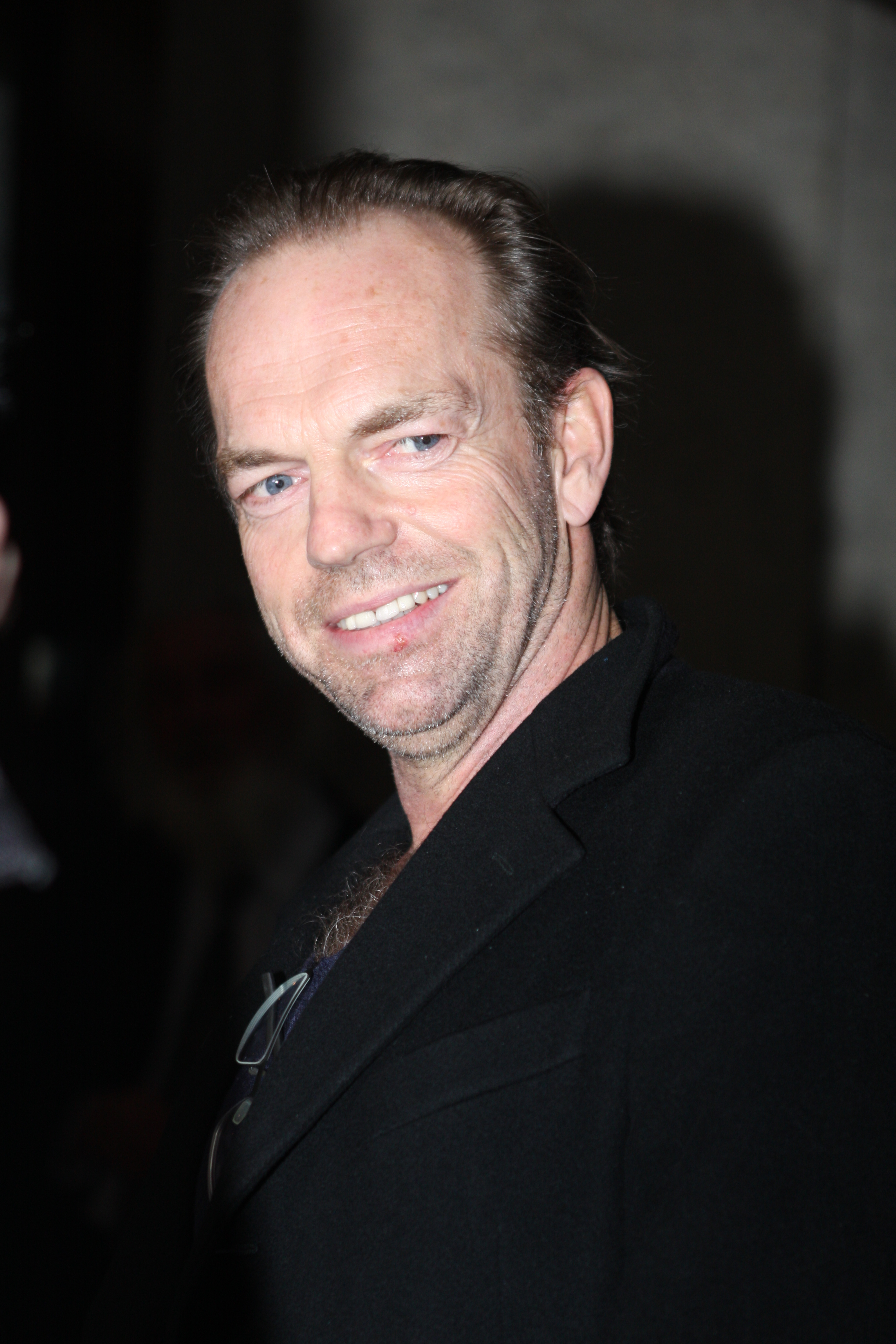
Hugo Weaving interpretou Elrond na trilogia O Senhor dos Anéis e O Hobbit de Peter Jackson.

Cyril Ritchard dublou Elrond na adaptação cinematográfica de 1977 Rankin/Bass de O Hobbit.  Na adaptação animada de Ralph Bakshi de 1978 de O Senhor dos Anéis, Elrond foi dublado por André Morell.  Quando Rankin/Bass tentou terminar a história (deixada incompleta por Bakshi e seus financiadores) com O Retorno do Rei em 1980, o ator Paul Frees dublou Elrond, Ritchard tendo morrido logo após dublar o personagem no filme anterior. 
Na trilogia de filmes O Senhor dos Anéis e na trilogia O Hobbit dirigida por Peter Jackson, Elrond é interpretado por Hugo Weaving. 
Na série de televisão O Senhor dos Anéis: Os Anéis do Poder, Elrond é interpretado por Robert Aramayo. 

### Primárias
1. 1 2  The Silmarillion, ch. 24 "Of the Voyage of Eärendil and the War of Wrath"
2. ↑  The Return of the King, Appendix B, "The Tale of Years", "The Second Age"
3. 1 2  The Silmarillion, "Of the Rings of Power and the Third Age"
4. 1 2 3  The Return of the King, Appendix B "The Tale of Years", "The Third Age"
5. ↑  Unfinished Tales, p. 234
6. ↑  Unfinished Tales, p. 237.
7. ↑  Unfinished Tales, p. 240.
8. ↑  The Hobbit, ch. 3 "A Short Rest"
9. ↑  The Fellowship of the Ring, book 2, ch. 2 "The Council of Elrond"
10. ↑  The Peoples of Middle-earth, p. 243.

### Secundárias
1. ↑  Kullmann, Thomas (2009). «Intertextual Patterns in JRR Tolkien's The Hobbit and The Lord of the Rings». Oslo, Norway: Oslo University. Nordic Journal of English Studies. 8 (2): 37–56. doi:10.35360/njes.190
2. ↑  Shippey, Tom (2001). J. R. R. Tolkien: Author of the Century. New York City: HarperCollins. pp. 68–70. ISBN 978-0261-10401-3
3. ↑  Nelson, Charles W. (2002). «From Gollum to Gandalf: The Guide Figures in J. R. R. Tolkien's Lord of the Rings». Mount Pleasant, Michigan: Central Michigan University. Journal of the Fantastic in the Arts. 13 (1 (49)): 47–61. JSTOR 43308562
4. ↑  Rosebury, Brian (2003) [1992]. Tolkien: A Cultural Phenomenon. London, England: Palgrave Macmillan. pp. 106, 138. ISBN 978-1403-91263-3
5. ↑  Tyler, Tony (2002). The Complete Tolkien Companion. London, England: Pan Books. ISBN 978-0-330-41165-3
6. ↑  «Cyril Ritchard». Behind the Voice Actors. Consultado em 18 de julho de 2020
7. ↑  Beck, Jerry (2005). The Animated Movie Guide. Chicago, Illinois: Chicago Review Press. ISBN 978-1-56976-222-6
8. ↑  «Elrond». Behind the Voice Actors. Consultado em 18 de julho de 2020
9. ↑  Froggatt, Emma (31 de julho de 2015). «Hugo Weaving's top 10 on-screen moments – in pictures». The Guardian
10. ↑  «Elijah who? The amazing new stars of The Lord of the Rings». The Guardian. 26 de agosto de 2022. Consultado em 2 de setembro de 2022